# تهی‌روده‌سنبی
به ایجاد سوراخی در دیوارۀ شکم ازطریق جراحی که در نتیجۀ آن محتویات تهی‌روده به بیرون راه پیدا می‌کند، تهی‌روده‌سُنبی یا ژژنوستومی (به انگلیسی: Jejunostomy) گفته می‌شود.
تهی‌روده‌سنبی نوعی عمل جراحی است که در آن یک راه جدید از تهی‌روده (ژژنوم) به دیواره قدامی شکم باز می‌کنند. این عمل جراحی می‌تواند به وسیله درون‌بینی یا با یک جراحی رسمی به انجام برسد.